# Майдан-Вежховінський
Майдан-Вежховінський (пол. Majdan Wierzchowiński) — село в Польщі, у гміні Жулкевка Красноставського повіту Люблінського воєводства.
Населення — 121 особа (2011).
У 1975-1998 роках село належало до Замойського воєводства.

## Демографія
Демографічна структура станом на 31 березня 2011 року:
|          | Загалом | Допрацездатний вік | Працездатний вік | Постпрацездатний вік |
| -------- | ------- | ------------------ | ---------------- | -------------------- |
| Чоловіки | 63      | 10                 | 44               | 9                    |
| Жінки    | 58      | 6                  | 29               | 23                   |
| Разом    | 121     | 16                 | 73               | 32                   |